# Chinchilla (Band)
Chinchilla ist eine Heavy-Metal-Band aus Böblingen, Deutschland.

## Geschichte
Die Band wurde 1988 von Udo Gerstenmeyer gegründet und veröffentlichte 1990 die Single No Mercy. Unmittelbar nach Veröffentlichung dieses Albums löste sich die Band auf, wurde jedoch 1994 von Gerstenmeyer wieder zusammengeführt und es wurde mit Who Is Who? eine zweite Single produziert. Sie veröffentlichten bis 1998 keine komplette CD.
1997 erschien ihr Debütalbum Horrorscope zunächst nur In Japan, dort aber über das Majorlabel Virgin Music. Erst 1998 fand die Band mit Point Music einen Vertrieb in Deutschland. Schon in der Vorbereitung zum Debütalbum lernte die Band Ralf Nöffer kennen, der die Band zu Metal Blade Records brachte, wo 2000 das zweite Album Madness erschien. Kurz vorher war Sänger Martin Obermeyer ausgestiegen, der vorher bei Letter X sang, aber eigentlich schon zu Chinchillas Zeiten keine Lust auf Metal hatte. Er unterschrieb einen Vertrag bei Jack White und versuchte sich als Popsänger. Währenddessen nahmen sich Chinchilla als Ersatz Thomas Laasch, der vorher bei Tai Pan und Backwater sang. Dieser stieg anschließend fest in die Band ein. Das weitere Line-up wurde immer wieder verändert. Einziges verbliebenes Gründungsmitglied ist Udo Gerstenmeyer.
Zwischen 2000 und 2002 war die Band unter anderem im Vorprogramm von Vanden Plas sowie Paul Di’Anno und seiner Band Killers unterwegs.
2002 folgte The Last Millenium. Anschließend ging die Band mit Demon auf Tour. 2003 folgte das Album Madtropolis wieder über Metal Blade. Auf dem Album ist mit Fast Eddie Clarke ein Gastmusiker zu hören. 2004 unterschrieb die Band bei Armageddon Music, wo ihr bis dato letztes Album Take No Prisoners erschien. Auf dem Album ist Stefan Leibing (Primal Fear) zu hören. Im Anschluss spielte die Band im Vorprogramm von Saxon und W.A.S.P.
Von 2011 bis 2025 gab es keine Aktivitäten mehr. Ende 2024 deute die Band eine Reunion an. Seit Anfang 2025 gab es wieder Liveauftritte.

## Musikstil
Musikalisch handelte es sich bei Chinchilla um Power Metal europäischer Prägung. Die Texte befassten sich oft mit gesellschafts- und sozialkritischen Themen.

## Diskografie

### Studioalben
- 1997: Horrorscope (Point Music Distribution)
- 2000: Madness (Metal Blade Records)
- 2002: The Last Millennium (Metal Blade Records)
- 2003: Madtropolis (Metal Blade Records)
- 2004: Take No Prisoners (Armageddon Music)

### EPs und Kompilationen
- 1990: No Mercy (EP, Eigenproduktion)
- 1994: Who Is Who (EP, Skywalk Records)
- 2002: 2000 Years at the War